# 나라하라 히로시
나라하라 히로시(일본어: 奈良原 浩, 1968년 5월 16일 ~ )는 일본의 전 프로 야구 선수이자 야구 지도자이다.
현재 도호쿠 라쿠텐 골든이글스의 1군 내야 수비 코치이다.

## 인물

### 프로 입단 전
사이타마현 시라오카 정에서 세탁소를 운영하는 가정에서 태어났다. 4살 쯤에 연식야구의 공과 글러브를 구입해 아버지와 일할 때의 짬을 내서 캐치볼을 하게 됐다. 시노즈 초등학교 시절에는 스포츠 소년단에서 야구를 했고 시노즈 중학교를 거쳐 데이쿄 고등학교에 진학했다. 고등학교 시절에는 연습 시간의 2/3가 수비 연습으로 충당돼 마에다 미쓰오 감독이 뛰어난 펑고 훈련으로 수비를 단련했다고 한다. 1학년 위에는 가와다 유스케와 고바야시 아키노리가 있었고 팀은 2학년 봄에 열린 선발 대회(제57회 선발 고등학교 야구 대회)에서 준우승했다. 주장이 된 3학년 봄에도 선발 대회(제58회 선발 고등학교 야구 대회)에 출전해 첫 경기인 고치 고등학교와 맞대결하여 자신은 1번·유격수로서 2안타 1도루의 성적을 남겼지만, 팀은 0대 3으로 패했다.
고교 졸업 후 아오야마가쿠인 대학에 진학하자 2학년 가을에 유격수로서 도토 리그의 베스트 나인에 만장일치로 선정돼 팀도 우승했다. 3학년 봄에 열린 리그전에서는 리그 5위의 타율을 남기면서 베스트 나인에 선정됐고 같은 해 미일 대학 야구의 대표팀 선수로도 발탁됐다. 3학년 가을과 4학년 봄·가을에도 베스트 나인으로 선택됐는데 특히 4학년 봄에는 수위 타자도 획득했다. 또한 같은 해에도 미일 야구의 일본 대표팀 선수로 발탁되는 등 도토 대학 리그에서는 통산 77경기에 출전해 251타수 77안타, 타율 3할 7리, 1홈런, 24타점을 남겼다. 1990년 프로 야구 드래프트에서는 세이부 라이온스로부터 2순위로 지명돼 계약금과 연봉 각각 6,000만 엔, 840만 엔(모두 추정치)으로 입단 계약을 맺었다.

### 프로 야구 선수 시절

#### 세이부 라이온스
프로 1년째인 1991년부터 이하라 하루키 코치에게서 “주루와 수비에서는 프로로서 해나갈 수 있다”라는 좋은 평가를 받고 4월 21일에는 처음으로 선발 멤버로 기용되는 등 정규 시즌에서 70경기에 출전했다. 같은 해 일본 시리즈에서는 1차전에서 대주자로 출전하는 등 일본 시리즈 첫 출전을 이뤘다. 이듬해 1992년에는 대주자와 다나베 노리오의 대수비로서 경기 종반에 가끔 기용됐다. 같은 해 일본 시리즈 3차전에서 8회에 이토 아키미쓰로부터 일본 시리즈 첫 안타, 첫 타점을 동시에 기록했다. 시즌 종료 후에는 380만 엔이 상승한 연봉 1,700만 엔(추정치)으로 계약을 갱신했다.
1993년에는 유격수로서 49경기에 선발 멤버로 출장하는 등 110경기에 출전했다. 일본 시리즈에서는 1차전에서 9번·유격수로서 시리즈로 처음으로 선발 출전하여 2안타 1득점의 성적을 남겼다. 1994년에는 5월 7일 지바 롯데 마린스와의 경기에서 보내기 번트 했을 적에 1루상에서 넘어지면서 쇄골이 골절돼 전치 2개월 부상을 입었다.
1995년에는 마쓰이 가즈오와 함께 병용돼 유격수로서 46경기에 선발로 출장하여 2년 만에 출장 경기 수가 100경기를 넘었다. 이듬해 1996년에는 다나베와 함께 주로 2루수로 기용돼 53경기에 선발 출전하여 22개의 도루를 기록하였다. 1997년에는 다카기 히로유키가 2루수로 선발 출장하는 일이 많아지면서 출장 경기 수는 100경기에 미치지 못했다. 같은 해 10월 30일, 니시자키 유키히로와의 맞트레이드로 이시이 다케히로와 함께 닛폰햄 파이터스에 이적했다. 이 때 닛폰햄 감독인 우에다 도시하루는 트레이드 요원으로 나라하라와 투수 1명을 요구하였고 다른 야수라면 교섭을 하지 않겠다고 선언했기 때문에 세이부의 히가시오 오사무 감독은 어쩔 수 없이 승낙했다고 한다.

#### 닛폰햄 파이터스
닛폰햄 이적 첫 해인 1998년에는 개막 초에 대주자나 2루수, 유격수의 수비 요원으로서 기용됐지만 타격 부진에 시달린 가네코 마코토를 대신해서 선발로 기용돼 3할을 넘는 타율을 기록하여 5월 19일부터 2번·2루수의 주전 선수로 정착했다. 그 후 오른쪽 어깨 부상을 당한 다나카 유키오가 6월 하순부터 1루수로 변환됐기 때문에 2번·유격수가 됐다. 여름에는 컨디션이 좋지 않아서 고생했지만 자신에게 있어서는 처음으로 규정 타석을 채웠고 빅뱅 타선 가운데 중요한 연결 역할을 맡았다. 그 해엔 리그 2위인 30도루, 리그 5위인 출루율 3할 8푼 8리를 기록해 연봉은 2,600만 엔이 상승한 7,400만 엔(추정치)으로 갱신됐다.
이듬해 1999년에는 다나카가 유격수로 돌아오면서 자신은 대주자나 수비 요원으로 기용되는 일이 늘었다. 2000년에는 다나카나 가네코의 부진을 커버하는 기능을 하면서 팀이 우승 경쟁을 하는데 있어 교묘한 수비 플레이 등으로 맹활약을 했다. 오프 시즌에서는 FA의 권리를 행사하여 다년 계약을 맺고 잔류했다.
2002년에는 감독인 오시마 야스노리로부터 지명을 받아 주장으로 발탁됐다. 그 해에는 주전 유격수로서 기대를 받았고 시범 경기에서는 타율 4할 1푼 2리의 좋은 성적을 남겼다. 그러나 시즌에 들어가면서 스트라이크 존의 확대에 따라 공을 기다리기 어려운 점도 있어서 극도의 타격 부진에 빠졌다. 더욱이 삿포로시에 연고지 이전 계획의 발표와 닛폰햄 본사의 쇠고기 위장 사건 등이 있어서 팀의 동요를 막는데 힘들었던 것 외에도 4월에는 아버지가 사망했다. 오프 시즌에는 400만 엔이 삭감된 연봉 6,800만 엔(추정치)으로 계약을 갱신했다. 기모토 구니유키의 급성장 등도 있어서 출전 기회는 서서히 줄어 들었고 2005년 시즌 종료 후에는 다음 시즌의 연봉을 반으로 줄이거나 혹은 자유 계약으로 할 것을 구단으로부터 통보받았다.

#### 주니치 드래곤스
2006년 시즌 중이던 6월 20일에 현금 트레이드에 의해 주니치 드래곤스에 이적했다. 9월 19일 요코하마 베이스타스와의 경기에서는 우측 스탠드로 날아간 타구가 관중에게 잡혀서 판정에 따라 2루타가 됐고 주니치 이적 후의 첫 타점은 리그 우승이 결정된 10월 10일 요미우리 자이언츠와의 경기에서 연장 12회초에 때린 적시타였다. 일본 시리즈에서는 1차전과 2차전에서 대주자로 기용됐다. 그 해를 마지막으로 16년 간의 현역 생활을 은퇴했고 곧바로 2군 내야 수비 주루 코치로 발탁됐다.

### 그 후

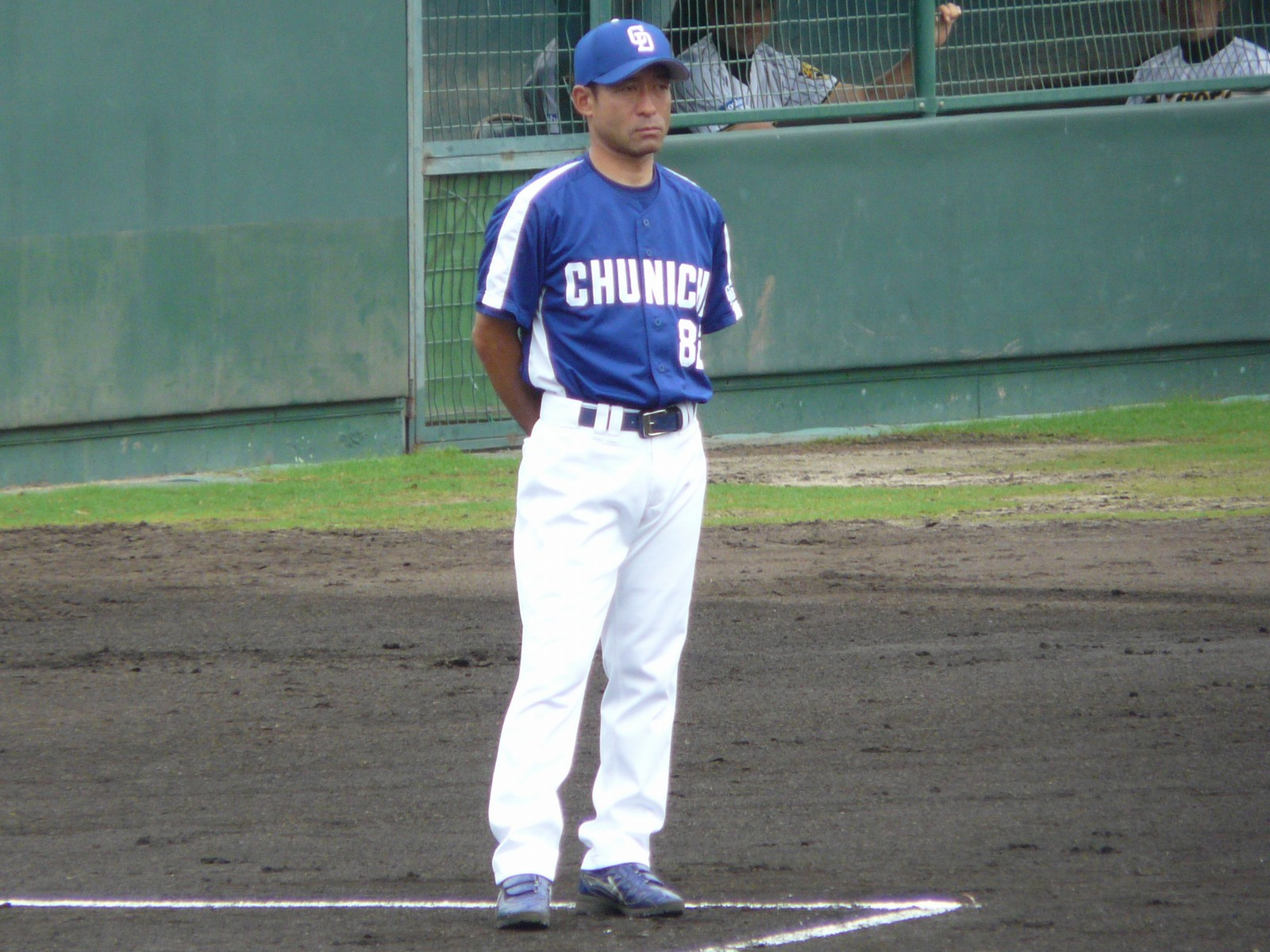
주니치 코치 시절의 나라하라(2008년 6월 25일, 한신 나루오하마 구장)

주니치의 2군 내야 수비 주루 코치를 맡은 후 2011년부터 2군 야수 코치를 맡았는데 같은 해인 2011년에 오치아이 히로미쓰가 감독직을 사임하면서 10월 6일자로 수석 코치였던 모리 시게카즈 등 다른 8명의 코치와 함께 퇴단했다. 2012년부터 사이타마 세이부 라이온스의 1군 수비 주루 코치로 부임했지만 2016년에 양대 리그 최악의 기록에 해당되는 101차례의 실책을 기록할 정도로 침체를 겪었다. 2016년 9월 29일부로 미야지 가쓰히코 코치와 함께 세이부를 퇴단했다.
2016년 10월 12일, 주니치의 1군 내야 수비 주루 코치로 발탁되면서 6년 만에 주니치에 복귀하게 됐다. 공격 시에는 3루 베이스 코치를 맡게 됐다.

## 플레이 스타일
쓰지 하쓰히코와 조를 이룬 2루수와 유격수 간의 수비(키스톤 콤비)는 일본 프로 야구에서의 최고라고도 일컬어져 골든 글러브상 수상 경력이야말로 없긴 하지만 오레스테스 데스트라데로부터는 “아지 스미스라고 까지는 말할 수 없지만 메이저 리그에서 충분히 통용되는 수비 능력이 나라하라에게는 있다”고 평가받았다. 프로에 입문했을 때부터 수비에 자신은 있었지만 세이부에서 쓰지나 이시게 히로미치와 함께 연습한 것에 의해 어정쩡했던 부분이 향상됐다. 특히 쓰지에게서는 연습에 대한 진지한 자세와 플레이에 대해 메모를 하는 등 많은 것을 배웠다고 한다. 수비에서는 특히 타구에 대한 스타트를 중시하고 있어서 포수의 사인이나 타자의 습관에서 항상 타구 방향을 예상하고 있었다.
세이부에서는 섬세한 플레이를 하는 선수로서 존재감이 크고, 같은 퍼시픽 리그 팀인 닛폰햄에 이적했을 때에는 세이부가 포메이션의 사인을 모두 변경했다. 트레이드에 의해 출전 기회가 늘어나기 때문에 나라하라에게 있어서 이득이 있을 것이다라는 판단도 있었다고 히가시오 오사무는 말하고 있어 나라하라도 세이부를 원망하는 기분은 없었다고 한다. 닛폰햄에서 주장으로 발탁됐을 때는 야구에 대한 정열이나 지식, 정신적인 힘을 높이 평가받고 있었다.

## 상세 정보

### 출신 학교
- 데이쿄 고등학교
- 아오야마가쿠인 대학

### 선수 경력
- 세이부 라이온스(1991년 ~ 1997년)
- 닛폰햄 파이터스·홋카이도 닛폰햄 파이터스(1998년 ~ 2006년)
- 주니치 드래곤스(2006년)

### 지도자 경력
- 주니치 드래곤스 2군 내야 수비 주루 코치(2007년 ~ 2010년)
- 주니치 드래곤스 2군 야수 코치(2011년)
- 사이타마 세이부 라이온스 1군 수비 주루 코치(2012년 ~ 2016년)
- 2015년 WBSC 프리미어 12 일본 대표팀 수석 코치
- 주니치 드래곤스 1군 내야 수비 주루 코치(2017년 ~ 2019년)
- 2017년 월드 베이스볼 클래식 일본 대표팀 수석 코치
- 도호쿠 라쿠텐 골든이글스 2군 감독(2020년 ~ 2021년)
- 도호쿠 라쿠텐 골든이글스 1군 내야 수비 코치(2022년 ~ )

### 개인 기록

#### 첫 기록
- 첫 출장 : 1991년 4월 6일, 대 롯데 오리온스 1차전(세이부 라이온스 구장), 8회말에 오레스테스 데스트라데의 대주자로서 출장
- 첫 선발 출장 : 1991년 4월 21일, 대 긴테쓰 버펄로스 3차전(후지이데라 구장), 9번·유격수로서 선발 출장
- 첫 안타 : 상동, 3회초에 야마사키 신타로로부터
- 첫 희생타 : 1991년 4월 23일, 대 오릭스 블루웨이브 4차전(세이부 라이온스 구장), 3회말에 호시노 노부유키로부터 1루 앞 희생타
- 첫 도루 : 1991년 6월 16일, 대 긴테쓰 버펄로스 14차전(나고야 구장), 8회초에 2루 안착(투수 : 아카호리 모토유키, 포수 : 미쓰야마 히데카즈)
- 첫 타점 : 1991년 10월 13일, 대 롯데 오리온스 26차전(가와사키 구장), 8회초에 안도 신지의 대타로서 출장, 곤노 다카히로로부터 적시 2루타
- 첫 홈런 : 1996년 7월 18일, 대 닛폰햄 파이터스 20차전(세이부 라이온스 구장), 6회말에 이마제키 마사루로부터 솔로 홈런

#### 기록 달성 경력
- 통산 1000경기 출장 : 2001년 6월 24일, 대 지바 롯데 마린스 15차전(지바 마린 스타디움), 6회말에 유격수로서 출장 ※역대 368번째
- 통산 200희생타 : 2003년 6월 22일, 대 오사카 긴테쓰 버펄로스 14차전(오사카 돔), 10회초에 오카모토 아키라로부터 투수 앞 희생타 ※역대 23번째
- 통산 1500경기 출장 : 2006년 9월 18일, 대 요코하마 베이스타스 14차전(요코하마 스타디움), 8회초에 고바야시 마사토의 대타로서 출장 ※역대 147번째

### 등번호
- 9(1991년 ~ 1995년)
- 5(1996년 ~ 1997년)
- 4(1998년 ~ 2006년 시즌 도중)
- 95(2006년 도중 ~ 같은 해 시즌 종료)
- 82(2007년 ~ 2011년)
- 74(2012년 ~ 2016년)
- 83(2017년 ~ 2019년)
- 96(2020년 ~ )

### 연도별 타격 성적
| 연 도       | 소 속       | 경 기 | 타 석 | 타 수 | 득 점 | 안 타 | 2 루 타 | 3 루 타 | 홈 런 | 루 타 | 타 점 | 도 루 | 도 루 자 | 희 생 번 | 희 생 플 | 볼 넷 | 고 4 | 사 구 | 삼 진 | 병 살 타 | 타 율 | 출 루 율 | 장 타 율 | O P S |
| ----------- | ----------- | ----- | ----- | ----- | ----- | ----- | ------- | ------- | ----- | ----- | ----- | ----- | -------- | -------- | -------- | ----- | ---- | ----- | ----- | -------- | ----- | -------- | -------- | ----- |
| 1991년      | 세이부      | 70    | 63    | 57    | 9     | 13    | 1       | 0       | 0     | 14    | 1     | 3     | 3        | 3        | 0        | 3     | 0    | 0     | 9     | 0        | .228  | .267     | .246     | .512  |
| 1992년      | 세이부      | 66    | 40    | 35    | 9     | 6     | 1       | 0       | 0     | 7     | 4     | 3     | 1        | 2        | 0        | 3     | 0    | 0     | 7     | 0        | .171  | .237     | .200     | .437  |
| 1993년      | 세이부      | 110   | 205   | 161   | 20    | 40    | 3       | 0       | 0     | 43    | 13    | 10    | 4        | 16       | 1        | 26    | 0    | 1     | 24    | 1        | .248  | .354     | .267     | .622  |
| 1994년      | 세이부      | 72    | 176   | 141   | 26    | 35    | 5       | 0       | 0     | 40    | 11    | 14    | 4        | 11       | 2        | 21    | 0    | 1     | 17    | 1        | .248  | .345     | .284     | .629  |
| 1995년      | 세이부      | 102   | 245   | 208   | 19    | 47    | 5       | 1       | 0     | 54    | 13    | 19    | 6        | 18       | 2        | 16    | 0    | 1     | 29    | 1        | .226  | .282     | .260     | .542  |
| 1996년      | 세이부      | 108   | 215   | 170   | 31    | 37    | 4       | 3       | 2     | 53    | 8     | 22    | 5        | 22       | 3        | 18    | 0    | 2     | 34    | 3        | .218  | .295     | .312     | .607  |
| 1997년      | 세이부      | 94    | 100   | 89    | 20    | 17    | 1       | 2       | 0     | 22    | 3     | 13    | 6        | 5        | 0        | 6     | 0    | 0     | 17    | 1        | .191  | .242     | .247     | .489  |
| 1998년      | 닛폰햄      | 128   | 464   | 364   | 72    | 102   | 6       | 4       | 1     | 119   | 25    | 30    | 6        | 36       | 0        | 60    | 1    | 4     | 50    | 9        | .280  | .388     | .327     | .715  |
| 1999년      | 닛폰햄      | 88    | 121   | 103   | 17    | 18    | 5       | 0       | 0     | 23    | 6     | 6     | 1        | 9        | 0        | 9     | 0    | 0     | 18    | 1        | .175  | .241     | .223     | .464  |
| 2000년      | 닛폰햄      | 101   | 305   | 254   | 50    | 65    | 16      | 0       | 3     | 90    | 31    | 14    | 3        | 13       | 2        | 36    | 0    | 0     | 46    | 6        | .256  | .346     | .354     | .700  |
| 2001년      | 닛폰햄      | 124   | 399   | 334   | 32    | 79    | 19      | 3       | 4     | 116   | 19    | 27    | 5        | 31       | 1        | 33    | 0    | 0     | 59    | 5        | .237  | .304     | .347     | .652  |
| 2002년      | 닛폰햄      | 116   | 364   | 320   | 22    | 65    | 6       | 0       | 1     | 74    | 19    | 13    | 4        | 21       | 2        | 21    | 0    | 0     | 49    | 1        | .203  | .251     | .231     | .482  |
| 2003년      | 닛폰햄      | 109   | 376   | 317   | 40    | 82    | 24      | 3       | 0     | 112   | 32    | 12    | 4        | 16       | 4        | 35    | 1    | 4     | 70    | 3        | .259  | .336     | .353     | .689  |
| 2004년      | 닛폰햄      | 85    | 109   | 99    | 21    | 24    | 4       | 1       | 0     | 30    | 9     | 5     | 1        | 4        | 0        | 5     | 0    | 1     | 20    | 1        | .242  | .286     | .303     | .589  |
| 2005년      | 닛폰햄      | 98    | 179   | 165   | 21    | 38    | 7       | 2       | 2     | 55    | 17    | 6     | 2        | 5        | 1        | 7     | 0    | 1     | 35    | 1        | .230  | .264     | .333     | .598  |
| 2006년      | 주니치      | 37    | 35    | 31    | 4     | 6     | 2       | 0       | 0     | 8     | 1     | 1     | 0        | 3        | 0        | 1     | 1    | 0     | 11    | 0        | .194  | .219     | .258     | .477  |
| 통산 : 16년 | 통산 : 16년 | 1508  | 3396  | 2848  | 413   | 674   | 109     | 19      | 13    | 860   | 212   | 198   | 55       | 215      | 18       | 300   | 3    | 15    | 495   | 34       | .237  | .311     | .302     | .613  |

### 연도별 수비 성적
| 연도 | 2루  | 2루  | 2루  | 2루  | 2루  | 2루    | 3루  | 3루  | 3루  | 3루  | 3루  | 3루    | 유격 | 유격 | 유격 | 유격 | 유격 | 유격   |
| 연도 | 경기 | 척살 | 보살 | 실책 | 병살 | 수비율 | 경기 | 척살 | 보살 | 실책 | 병살 | 수비율 | 경기 | 척살 | 보살 | 실책 | 병살 | 수비율 |
| ---- | ---- | ---- | ---- | ---- | ---- | ------ | ---- | ---- | ---- | ---- | ---- | ------ | ---- | ---- | ---- | ---- | ---- | ------ |
| 1992 | 16   | 7    | 12   | 0    | 5    | 1.000  | -    | -    | -    | -    | -    | -      | 48   | 25   | 50   | 0    | 13   | 1.000  |
| 1993 | 4    | 3    | 6    | 0    | 0    | 1.000  | -    | -    | -    | -    | -    | -      | 102  | 82   | 183  | 4    | 43   | .985   |
| 1994 | 20   | 10   | 25   | 0    | 1    | 1.000  | -    | -    | -    | -    | -    | -      | 53   | 64   | 111  | 3    | 26   | .983   |
| 1995 | 39   | 26   | 48   | 1    | 5    | .987   | -    | -    | -    | -    | -    | -      | 75   | 72   | 169  | 3    | 28   | .988   |
| 1996 | 97   | 150  | 172  | 5    | 44   | .985   | -    | -    | -    | -    | -    | -      | 9    | 3    | 7    | 0    | 1    | 1.000  |
| 1997 | 83   | 73   | 98   | 2    | 21   | .988   | -    | -    | -    | -    | -    | -      | -    | -    | -    | -    | -    | -      |
| 1998 | 33   | 76   | 78   | 2    | 23   | .987   | 3    | 1    | 0    | 0    | 0    | 1.000  | 99   | 117  | 215  | 11   | 46   | .968   |
| 1999 | 31   | 26   | 39   | 1    | 8    | .985   | 14   | 7    | 8    | 0    | 1    | 1.000  | 29   | 15   | 52   | 2    | 8    | .971   |
| 2000 | 30   | 64   | 85   | 2    | 15   | .987   | -    | -    | -    | -    | -    | -      | 80   | 96   | 149  | 11   | 40   | .957   |
| 2001 | -    | -    | -    | -    | -    | -      | 40   | 14   | 40   | 3    | 1    | .947   | 96   | 79   | 233  | 6    | 49   | .981   |
| 2002 | 65   | 107  | 153  | 0    | 29   | 1.000  | 4    | 0    | 0    | 0    | 0    | ----   | 52   | 69   | 131  | 2    | 23   | .990   |
| 2003 | 88   | 169  | 232  | 3    | 53   | .993   | 8    | 3    | 8    | 0    | 0    | 1.000  | 23   | 16   | 39   | 1    | 9    | .982   |
| 2004 | 65   | 31   | 67   | 2    | 11   | .980   | 5    | 0    | 6    | 1    | 1    | .857   | 13   | 9    | 20   | 0    | 6    | 1.000  |
| 2005 | 56   | 49   | 82   | 0    | 20   | 1.000  | 2    | 2    | 1    | 1    | 0    | .750   | 39   | 32   | 92   | 3    | 19   | .976   |
| 2006 | 14   | 6    | 18   | 0    | 3    | 1.000  | 7    | 1    | 0    | 0    | 0    | 1.000  | -    | -    | -    | -    | -    | -      |
| 통산 | 641  | 797  | 1115 | 18   | 238  | .991   | 83   | 28   | 63   | 5    | 3    | .948   | 718  | 679  | 1451 | 46   | 311  | .979   |